# 宮下徳治
宮下 徳治（みやした とくじ、1948年5月18日 - ）は日本の高分子材料・ハイブリッドナノ材料、高分子ナノシート開発の研究者。山梨県富士吉田市出身。東北大学名誉教授。神奈川大学の非常勤講師も務めた。元高分子学会副会長。紫綬褒章、瑞宝中綬章受章。

## 略歴
1993年より東北大学教授、2013年東北大学名誉教授。2013年より宮下リサーチオフィス代表。2015年よりJNC（株）取締役。2011年よりプリンテッドデバイス技術 (PDTec) 研究会会長。研究業績としては、高分子化学の分野において、1分子の厚さ(100万分の1～2ミリ(1~2 nm))の極めて薄い高分子超薄膜フィルム（高分子ナノシート、宮下氏の命名）の開発に成功した。積み木細工のように高分子ナノシートを緻密に積み上げた柔らかい新規機能ナノ素子や次世代フィルムエレクトロニクスなどに資する基盤技術で優れた業績を挙げ、高分子ナノ材料の研究展開と応用に多大な貢献をした。

## 年表
- 1948年5月18日 山梨県富士吉田市に生まれる[2]
- 1967年3月 山梨県立吉田高等学校卒業
- 1971年3月 東北大学工学部応用化学科卒
- 1973年3月 東北大学大学院工学研究科応用化学専攻修士課程修了（工学修士）
- 1976年3月 東北大学大学院工学研究科応用化専攻博士課程修了（工学博士）
- 1976年4月 財団法人 相模中央化学研究所博士研究員
- 1978年4月 東北大学工学部文部技官
- 1981年4月 東北大学工学部助手
- 1985年4月 東北大学工学部 助教授
- 1993年3月 東北大学工学部 教授
- 2001年4月 東北大学多元物質科学研究所 教授（組織換えによる）
- 2004年4月 東北大学多元ナノ材料研究センター長
- 2005年11月 東北大学多元物質科学研究所・副所長
- 2008年4月 東北大学教育研究評議会 評議員
- 2008年4月 東北大学 Distinguished Professor
- 2010年4月 東北大学高分子・ハイブリッド材料研究センター長
- 2013年3月 東北大学教授 定年退職
- 2013年4月 東北大学名誉教授
- 2013年4月 宮下リサーチオフィスを設立[3]
- 2015年7月 JNC（株）取締役

## 受賞
- 1997年5月 高分子学会賞「機能性高分子ラングミュアーブロジェット膜に関する系統的研究」
- 2000年12月 日本化学会BCSJ賞「Optical Oxygen Sensing Based on the Luminescence Quenching of Europium(III) Complex Immobilized in Fluoropolymer Film」[2]
- 2004年11月基礎錯体工学研究会賞「金属錯体を有する高分子ナノ組織体の構築」[2]
- 2011年4月 文部科学大臣表彰（科学技術賞研究部門）「フィルムエレクトロニクスを目指した高分子ナノ材料の研究」
- 2012年5月 高分子科学功績賞「高分子ナノシート集積体の構築とナノデバイスへの応用」
- 2012年11月 紫綬褒章「高分子化学研究」[4][5]
- 2021年11月 瑞宝中綬章[6][7][8]

## 学会・社会活動
- 高分子学会副会長（2006-2007年）
- 日本化学会機関紙「化学と工業」編集委員長（2003,2004年）
- 知的財産高等裁判所（東京高等裁判所、大阪地方裁判所）専門委員（〜2018年）
- プリンテッドデバイス技術研究会(PDTec研究会)会長（現在）